# Buxières-sur-Arce
Buxières-sur-Arce – miejscowość i gmina we Francji, w regionie Grand Est, w departamencie Aube.
Według danych na rok 1990 gminę zamieszkiwało 139 osób, a gęstość zaludnienia wynosiła 13 osób/km².

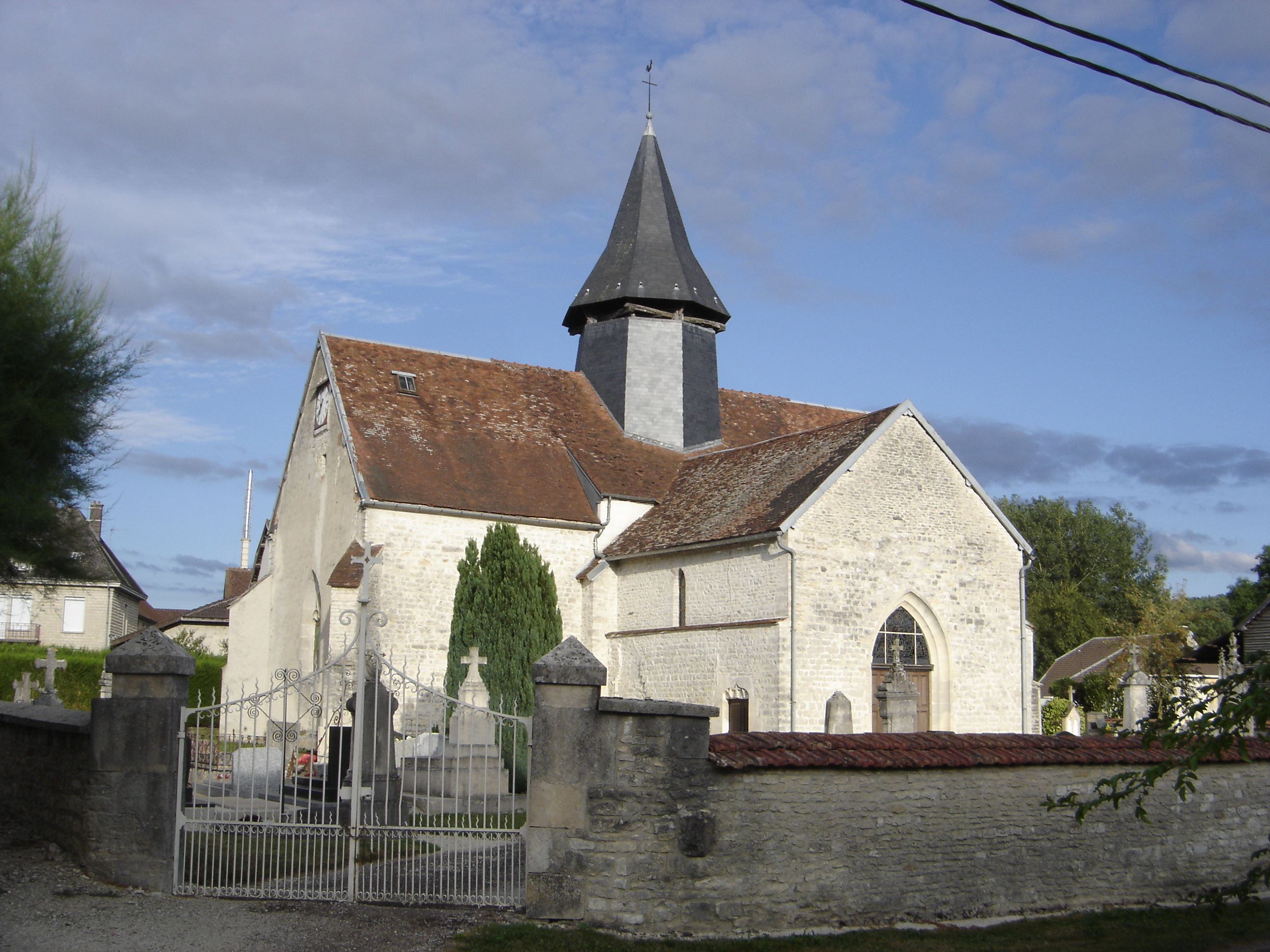
Kościół w Buxières-sur-Arce, 2009